# 機動戦士SDガンダム サイコサラマンダーの脅威
『機動戦士SDガンダム サイコサラマンダーの脅威』（きどうせんしエスディーガンダム サイコサラマンダーのきょうい）は、1991年9月バンプレスト（現在はバンダイナムコエンターテインメント）から発売されたアーケードゲーム用シューティングゲーム。

## ゲーム内容
プレイヤーはデフォルメされたガンダムを操作し、サイコサラマンダーが率いる敵軍を倒していく。デフォルメとはいえ、登場するステージ・モビルスーツ・武器などの特性はアニメ作品に比例させており、極端に異なる設定はわずかである。
敵との距離によって攻撃方法が変化し、遠距離の場合は顔に装着しているバルカンを発射、近距離の場合はビームサーベルで攻撃する。体力ゲージは画面の左下に表示され、体力がなくなると1ミスとなり、今までに入手したアイテムはすべて失われる。残機数がすべてなくなるとゲームオーバーになる。
『機動戦士ガンダム 逆襲のシャア』の作画監督でもある仙波隆綱がアートディレクターを務めており、特にビグザムのグラフィックデザインにその特徴が表れている。

### 操作方法
2人同時プレイも可能で、途中参加もできる。その際1Pはガンダム、2Pはプロトタイプガンダムを操作する。
8方向レバー+2ボタンとなっている。Aボタンは攻撃、Bボタンはジャンプとなっている。2段ジャンプはBボタンを2回押すことで可能。レバーの下で伏せの姿勢を取る。この時、レバーの左右で移動することができるが、Aボタンでの攻撃はできない。ステージ2の大西洋では水中ステージとなり、8方向での移動が可能となる。

## ストーリー
ネオ・ジオン軍の謎の司令官によ計画を察知したジェネラルガンダムは、歴戦の勇士ガンダムに対し、ネオ・ジオンの要塞「ジェミニ・バンレイ」で開発中の凶悪なモビルアーマー・サイコサラマンダーの破壊を命じる。
まずガンダムは ジャブロー の地下基地へ潜入し、ザクやアッガイを排除する。地下基地を抜けたガンダムは避難するジム達を掻き分けて地上を進み、黒い三連星の ドムと対決する。
次いでガンダムは大西洋を渡る。道中ガンダムはジオン軍のグラブロの魚雷攻撃を潜り抜けマッドアングラーを倒す。
南極に来たガンダムは、ケンプファーの猛攻を潜り抜け、反撃に出る。砲撃を躱し続ける。強制縦スクロールが終わった後にケンプファーとの戦いになる。
南極を後にしたガンダムは、宇宙空間にて戦艦プリンツ・オイゲンを下した後、砂漠でグフを倒す。その後、再び宇宙空間へ戻り、ビグ・ザムと対決する。
コロニーに来たガンダムは、サザビー率いるMS隊を退けるが、待ち受けていたバウンド・ドックとの戦いで外壁へと脱出。その後コロニーの中に戻り、廃墟を進み、サイコガンダムと対決する。
サイコガンダムを倒した後、宇宙空間にてα・アジールと戦った後、ジェミニ･バンレイの内部へと侵入し、激戦の末にサイコサラマンダーを破壊する。
帰還を果たしたガンダムは、サイコサラマンダーの撃破と、恐らくネオ・ジオンの謎の指揮官も要塞と共に命を落としただろうとジェネラルガンダムに報告する。しかしそれを聞いたジェネラルガンダムは自らの正体を明かした。ジェネラルガンダムこそがこの事件の黒幕であるネオ・ジオン総帥ドッペルンガンダムであった。彼は連邦軍の英雄、象徴ともいえるガンダムをサイコサラマンダーによって倒すことで連邦軍の士気を挫こうと画策していたのだ。こと此処に至っては直接対決でガンダムを消し去ろうと襲いかかるドッペルンガンダムと、ガンダムは最後の戦いを繰り広げる。
しかし勝利したガンダムであったが、新たな戦いの予感を感じとり、その心が晴れる事はなかった……。